# Floresta Nacional de Ipanema
A Floresta Nacional de Ipanema (FLONA de Ipanema) é uma  unidade de conservação brasileira administrada pelo Instituto Chico Mendes de Conservação da Biodiversidade - ICMBio. Está localizada no interior do estado de São Paulo e abrange parte dos municípios de Araçoiaba da Serra, Iperó (distrito de Bacaetava) e Capela do Alto. 
A missão da FLONA de Ipanema é proteger, conservar e restaurar os remanescentes de vegetação nativa do domínio de Mata Atlântica, especialmente o Morro Araçoiaba, e seus ambientes associados, seus atributos naturais, históricos e culturais, promover o manejo florestal, o uso público e ser referência em integração socioambiental, pesquisa e disseminação de conhecimentos. 

## Histórico
A Floresta Nacional de Ipanema foi criada pelo Decreto nº 530 da Presidência da República, de 20 de maio de 1992.
Quando foi criada, era administrada pelo Instituto Brasileiro do Meio Ambiente e dos Recursos Naturais Renováveis - Ibama. Atualmente sua administração está a cargo do Instituto Chico Mendes de Conservação da Biodiversidade (ICMBio).
A FLONA guarda testemunhos da história, com sítios arqueológicos anteriores à chegada dos colonizadores. Esses sítios estão protegidos pela mata densa do Morro Araçoiaba, um fenômeno geológico, de formação vulcânica, com grande diversidade mineral, sendo a magnetita o minério predominante e utilizado para a fabricação de ferro na Real Fábrica de Ferro São João de Ipanema. 
O empreendimento foi fundado por D. João VI em 1810, mas a extração de ferro na área já era conhecida desde o século XVI, quando a expedição de Afonso Sardinha e seu filho resultou na construção de duas forjas, em 1589, reconhecidas pela Associação Mundial de Produtores de Aço como a primeira tentativa de manufatura de ferro em solo americano. 

## Caracterização da área

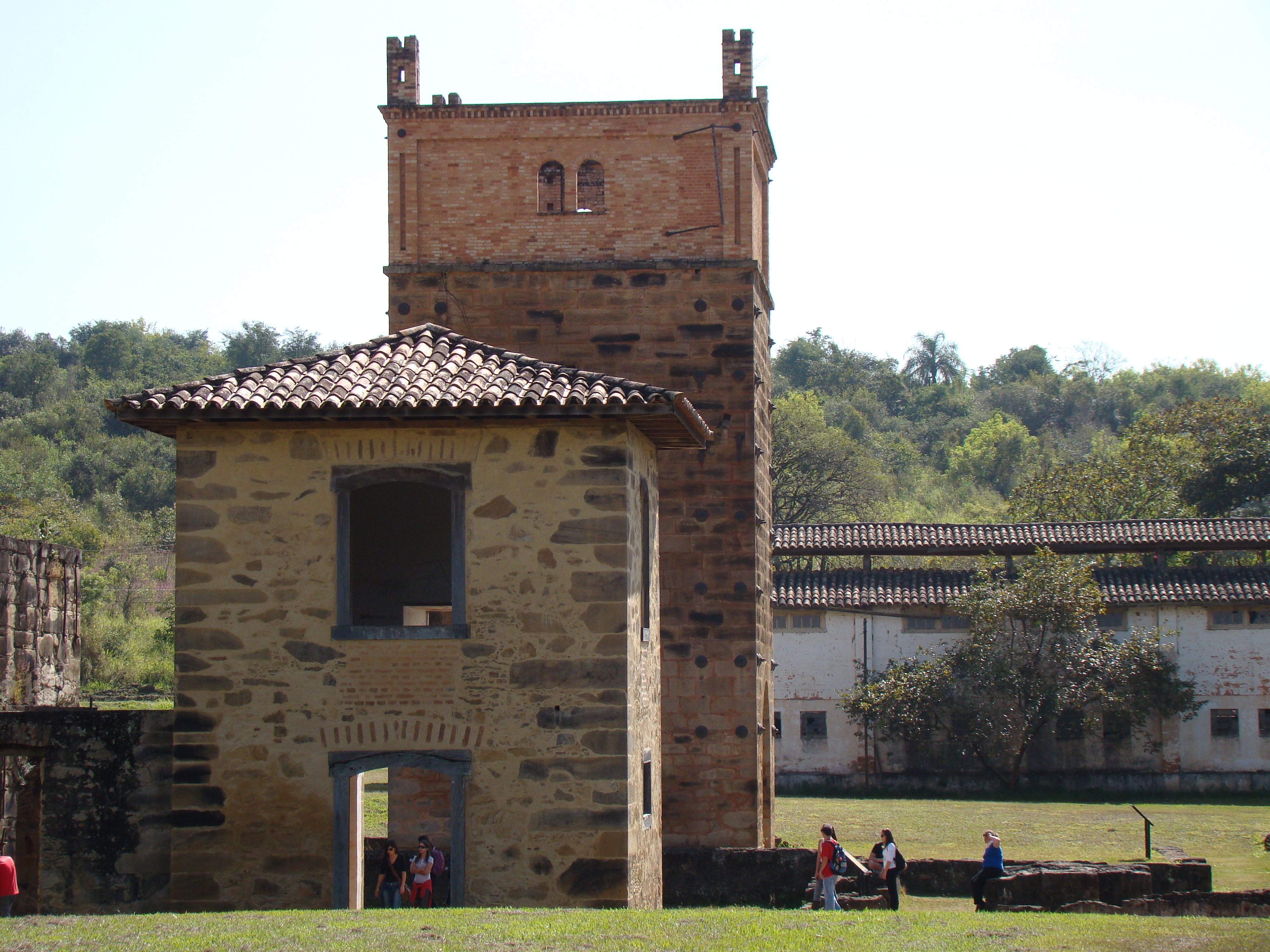
Parte do sítio histórico.

Com aproximadamente 5 069 ha de área, sua vegetação é caracterizada como de transição entre a floresta estacional semidecídua e o cerrado paulista. Sua fauna é composta por mais de 322 espécies de aves, 67 de mamíferos, 18 de anfíbios e 15 de répteis, dentre os quais se destacam: o lobo-guará, a jaguatirica, a lontra, cachorro-do-mato, irara, tamanduá-bandeira, urubu-rei, águia-cinzenta, águia-pescadora, pavó, tucano-toco, sapo-ferreiro, urutu-cruzeiro, cascavel e teiú.
Além de seu patrimônio natural, abriga construções e resquícios da Real Fábrica de Ferro São João do Ipanema. Na FLONA também funciona a ACADEBio (Academia Nacional da Biodiversidade) do ICMBio.

## Informações sobre Visitação
A visitação na Floresta Nacional de Ipanema ocorre de Terça-feira a Domingo: 08h às 15h, com saída até 17h00, para visitas espontâneas e visitas de grupos, escolas e universidades pré-agendadas.  Não há visitação às segundas-feiras (exceto feriados).
O pagamento da taxa de ingresso é aceito apenas em dinheiro e permite acesso ao sítio histórico, percursos autoguiados, trilha das cigarras, setor de escalada, centro de visitantes e área de quiosques. Para percorrer as demais trilhas, é necessária a contratação de um condutor ambiental autorizado..

## Serviço de condução de visitantes
O acompanhamento por condutores é obrigatório para os visitantes que queiram conhecer as trilhas Afonso Sardinha, Pedra Santa e Fornos de Cal. A Floresta Nacional de Ipanema não dispõe de serviço próprio de condução de visitantes. Este serviço é adicional (independente do pagamento de ingresso) e deve ser contratado pelos visitantes que tenham interesse em conhecer essas trilhas. Os passeios nas trilhas autoguiadas, no Monumento a Varnhagen, na trilha histórica e na Vila de São João de Ipanema podem ser feitos de forma autoguiada ou com acompanhamento de condutores autorizados pelo ICMBio.